# (34601) 2000 TR51
2000 TR51 (asteroide 34601) é um asteroide da cintura principal. Possui uma excentricidade de 0.08315470 e uma inclinação de 11.91421º.
Este asteroide foi descoberto no dia 1 de outubro de 2000 por LINEAR em Socorro.